# Nyelvtudományi Kutatóközpont
A Nyelvtudományi Kutatóközpont (teljes nevén HUN-REN Nyelvtudományi Kutatóközpont; rövidítése: HUN-REN NYTK) magyarországi tudományos intézmény. 2021-ben alakult meg mint a 2019-től fennálló  Eötvös Loránd Kutatási Hálózat egyik szervezeti egysége.

## Székhelye
1068 Budapest, Benczúr u. 33. alatt működik.

Jogelődjének, a Magyar Tudományos Akadémia Nyelvtudományi Intézetének székhelye Budapest, I. Színház u. 5-9. alatt volt.

## Felépítése
- a vezetőség (főigazgatóság, intézetigazgatók, igazgatótanács, tudományos tanács),
- négy kutatóintézet (Általános és Magyar Nyelvészeti Intézet, Lexikológiai Intézet, Nyelvtechnológiai és Alkalmazott Nyelvészeti Intézet, Történeti Nyelvészeti és Uralisztikai Intézet)
- nem kutatási szervezeti egységek (Főigazgatói titkárság, Gazdasági osztály, Könyvtár, Informatika és Üzemeltetés)

## Története

### A 20. században
1949 elején alakult meg a Nyelvtudományi Munkaközösség,  a Kelet-európai Tudományos Intézet kötelékébe tartozó Magyarságtudományi Intézet nyelvész tagjaiból. 1949 végén alakult meg a mai intézmény  jogelődje, a Nyelvtudományi Intézet (NYTI), a Közoktatási Minisztérium felügyelete alatt.
1951 óta a Magyar Tudományos Akadémia kutató intézménye volt, MTA Nyelvtudományi Intézet (MTA NYTI) néven. Kutatásainak fő irányai a következők voltak:
- a magyar és az uráli nyelvek vizsgálata, grammatikai szintézisük elkészítése,
- egynyelvű szótárak, nyelvi atlaszok összeállítása
- összevető (kontrasztív) nyelvtanok készítése.[3]

### A 21. században
Az  intézmény 2019. szeptember 1-től az akkor megalakult Eötvös Loránd Kutatási Hálózat (ELKH) része. 
A Nyelvtudományi Kutatóközpont (NYTK)  2021. március 12-én jött létre a Nyelvtudományi Intézetnek négy nyelvészeti kutatóintézetet magába foglaló intézménnyé alakulásával.

## Alapfeladata
- Alapfeladata a magyar nyelvészet, az általános és alkalmazott nyelvészet, az uráli nyelvészet és a fonetika területén tudományos kutatásokat végzése, a magyar irodalmi és köznyelv nagyszótárának elkészítése, archív anyagának gondozása, valamint a magyar nyelv különböző változatait és az országon belül és kívül beszélt kisebbségi nyelveket vizsgálata, beleértve az európai integráción belüli nyelvpolitikai kérdéseket is.
- A feladatkör kiegészült nyelvi korpuszok és adatbázisok létrehozásával, számítógépes alkalmazások nyelvészeti alapjainak megalkotásával, valamint közönségszolgálati tevékenységgel és szakértői vélemények készítésével.
- A felsőoktatásban is részt vesz, az ELTE BTK–NYTK Kihelyezett Elméleti Nyelvészeti Központ révén.